# Emilija Dragiewa
Emilija Dragiewa, bułg. Емилия Драгиева (z domu Petkanowa, [Петканова]; ur. 11 stycznia 1965) – bułgarska lekkoatletka specjalizująca się w skoku wzwyż.

## Sukcesy sportowe
| Rok  | Miasto       | Zawody                    | Konkurencja | Wynik         |
| ---- | ------------ | ------------------------- | ----------- | ------------- |
| 1987 | Liévin       | Halowe mistrzostwa Europy | skok wzwyż  | 7. miejsce    |
| 1987 | Indianapolis | Halowe mistrzostwa świata | skok wzwyż  | brązowy medal |
| 1988 | Budapeszt    | Halowe mistrzostwa Europy | skok wzwyż  | 5. miejsce    |

## Rekordy życiowe
- skok wzwyż (hala) – 2,00 – Indianapolis 08/03/1987 (trzeci halowy wynik na świecie w 1987)[1]